# Мейуд (град, Калифорния)
Мейуд (на английски: Maywood) е град в окръг Лос Анджелис, щата Калифорния, САЩ. Мейуд е с население от 29984 жители (01/01/09) и обща площ от 3,04 km². Намира се на 46 m надморска височина. ЗИП кодовете му са 90270, а телефонният му код е 323.